# Eyrarbakkavegur
Eyrarbakkavegur (34) è una strada della regione islandese del Suðurland, che dalla città di Selfoss scende a sud ovest in direzione di Þorlákshöfn, interconnettendosi alla Þorlákshafnarvegur. Tra Eyrarbakki e Þorlákshöfn transita sullo stretto braccio di sabbia sul mare di Eyrarbakkavegur.

## Galleria d'immagini

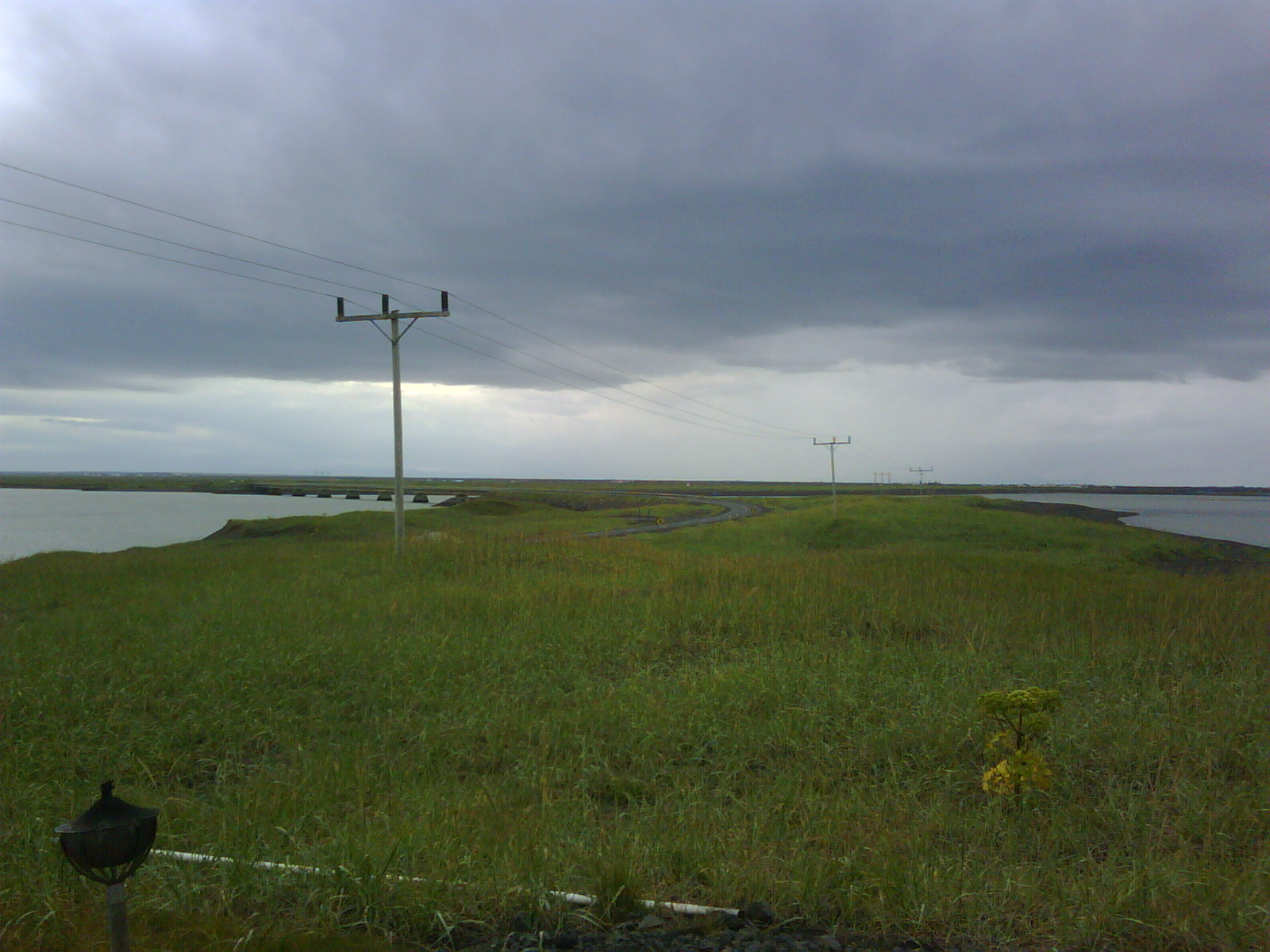
Eyrarbakkavegur
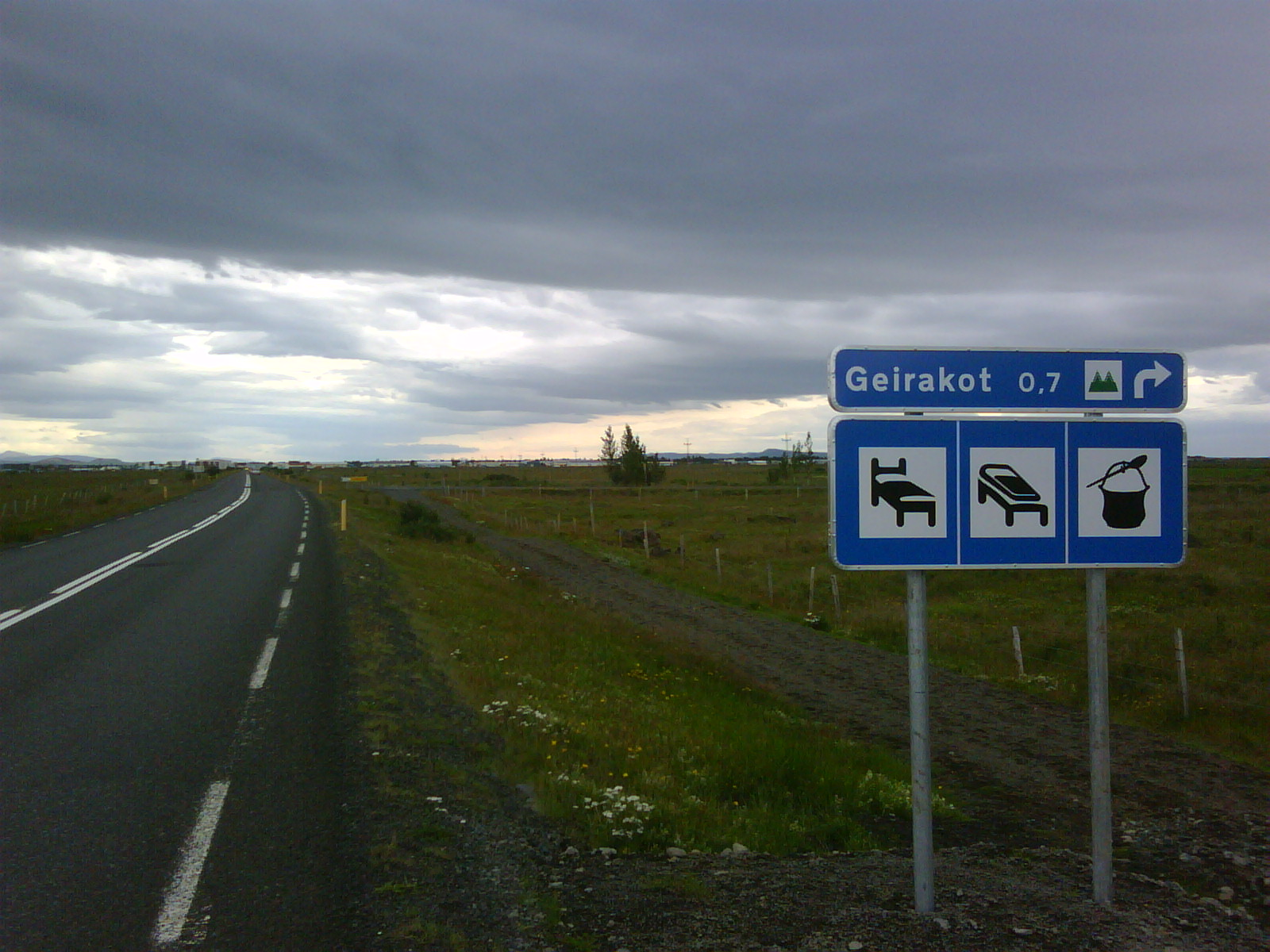
Geirakot